# Body and Soul (brano musicale)
Body and Soul è un brano musicale jazz composto da Edward Heyman, Robert Sour, Frank Eyton e Johnny Green per Gertrude Lawrence e successivamente registrata da Louis Armstrong, resa celebre da Paul Whiteman raggiungendo la vetta della classifica nel 1930 per sei settimane e poi eseguita da Benny Goodman alla Carnegie Hall di New York nel 1938 e portato al successo da Coleman Hawkins nella sua interpretazione strumentale al sax del 1939.

## Il brano
Divenuta uno standard della musica jazz, la canzone è stata successivamente reinterpretata vocalmente da Ella Fitzgerald, Sarah Vaughan, Annette Hanshaw, Billie Holiday (che la pubblicò come singolo nel 1940) e Frank Sinatra e successivamente da Etta James.
Nel 1947 è stata utilizzata come colonna sonora del film Anima e corpo.
Nel 1981 fu eseguita da Carly Simon, nel suo album Torch.

## Versione di Tony Bennett e Amy Winehouse
Nel 2011, il brano è stato ripreso dal cantante statunitense Tony Bennett in duetto con Amy Winehouse.